# Historie čokolády

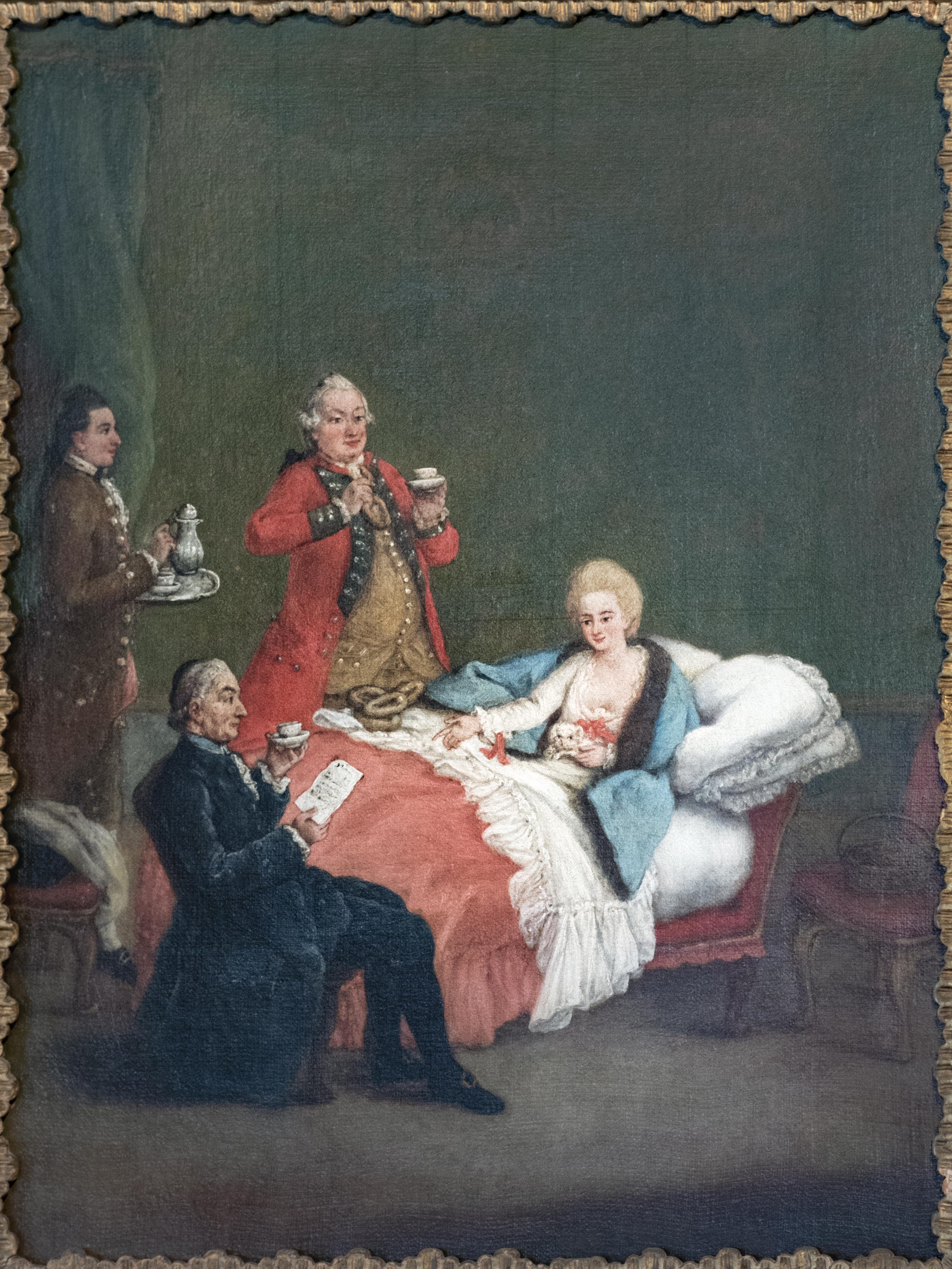
Pietro Longhi: Ranní čokoláda (1775–80)

Počátky historie čokolády lze najít v oblasti Střední Ameriky. Fermentované nápoje vyrobené z čokolády však existovaly již okolo roku 1900 př. n. l. Aztékové věřili, že kakaové boby jsou darem od boha moudrosti, Quetzalcoatla. Boby měly tenkrát takovou hodnotu, že se používaly jako forma platidla. Čokoláda byla původně podávána pouze ve formě nápoje, který byl hořký a obsahoval koření nebo kukuřičnou kaši. Věřilo se, že tento nápoj má afrodiziakální účinky, a že konzumentům dodává sílu. Dnes se tomuto typu nápoje říká čiláda (z anglického „Chilate“) a připravují ho místní obyvatelé z jižního Mexika.
Poté, co čokoláda v 16. století dorazila do Evropy, do ní byl přidána vanilka a cukr. Stala se v celé společnosti velmi oblíbenou, nejprve mezi vládnoucími třídami a později i mezi obyčejnými lidmi. Ve 20. století už byla natolik důležitá, že se stala součástí válečných přídělů vojáků USA.

## Název
Slovo čokoláda nejspíše pocházelo z aztéckého slova xocolātl (znamenajícího hořká voda) a do evropských jazyků se dostalo ze španělštiny.

## Předkolumbovská éra
Ve Střední Americe, která je domovinou kakaovníku, bylo pěstování, konzumace a kulturní využívání kakaa široce rozšířené. Po opylování si semena kakaovníku nakonec utvoří kolem sebe jakési pouzdro, které je přibližně 50 cm dlouhé a visí přímo z kmene stromu. V tomto pouzdře je 30 až 40 červenohnědých bobů, které jsou uloženy ve sladké lepkavé dužině. Zatímco samotné boby jsou velmi hořké kvůli vysokému obsahu alkaloidů, sladká dužina mohla být to první, co lidé z kakaovníku jedli. Důkazy naznačují, že dužina byla fermentována a následně podávána jako alkoholický nápoj již v roce 1400 př. n. l.
Přestože se odborníci nemohou shodnout na tom, která středoamerická civilizace domestikovala kakaovník jako první, pití nápoje z fermentovaných kakaových bobů pravděpodobně pochází ze Severní Ameriky (z Mexika). Vědci potvrdili jeho přítomnost v nádobách po celém světě díky průzkumu „chemických stop“, které lze zachytit i v malých vzorcích dochovaného obsahu. Keramické nádoby se zbytky čokoládových nápojů se našly v archeologických lokalitách, které pocházejí až z doby 1900 – 900 př. n. l. Jedna z takových nádob byla nalezena například v archeologické lokalitě Olmek v oblasti Veracruz v Mexiku, na pobřeží Mexického zálivu. Podle zdejšího nálezu pochází příprava čokolády až z doby předolmécké, tedy okolo roku 1750 př. n. l. Na pobřeží Tichého oceánu, v archeologických lokalitách Chiapas v Mexiku a Mokayanan byly nalezeny ještě starší důkazy kakaových nápojů pocházející až z roku 1900 př. n. l.
První důkazy domestikace kakaovníku lze najít u Olmécké kultury v jejím předklasickém období. Olmékové jej používali při náboženských rituálech nebo v léčitelství, žádné recepty pro osobní spotřebu však neexistovaly. Nejsou žádné informace o tom, jak byl tento nápoj připravován.
Popis kakaového nápoje za sebou ale zanechali Májové a jejich písemnosti potvrzují jeho spojitost s bohem. Drážďanský kodex upřesňuje, že se jednalo o pokrm boha deště, Kona, podle Madridského kodexu prolévají bohové svou krev nad kakaovými boby v rámci produkce kakaa. Konzumace čokoládového nápoje je zdokumentována také na vázách z pre-hispánského období. Májové ochucovali svou čokoládu tak, že smíchali pastu z pražených kakaových bobů s vodou, chilli papričkami a kukuřičnou moukou a výslednou směs přelívali mezi nádobami, dokud nebyla hladina pokryta hustou pěnou.
Do roku 1400 ovládala Aztécká říše značnou část střední Ameriky. Aztékové nebyli sami schopni kakao pěstovat, a proto ho museli dovážet. Veškeré oblasti, které Aztékové ovládali a kde se pěstovalo kakao, musely kakaové boby odevzdávat jako daň, nebo, jak tomu říkali sami Aztékové, „dar“. Kakaové boby se staly formou platidla. Od španělských dobyvatelů se dochovaly záznamy o hodnotě kakaových bobů. Mimo jiné si poznamenali, že za 100 kakaových bobů si člověk mohl koupit celou kánoi sladké vody nebo krůtu. Aztékové spojovali kakao s bohem Quetzacoatlem, o kterém věřili, že byl ostatními bohy zatracen, protože se s lidmi podělil o tajemství čokolády. Na rozdíl od Májů v Yucatánu pili Aztékové čokoládu studenou. Pro její pití existovalo mnoho různých důvodů, používala se jako afrodiziakum, jako pohoštění pro muže po hostině a patřila také mezi dávky pro aztécké vojáky.
Lid Pueblo, který žil v oblasti jihozápadu dnešních Spojených států, dovážel kakao od obyvatel Střední Ameriky z jižního Mexika nebo z centrální Ameriky již v letech 900–1400. Nápoj z kakaa vyrobený byl ve společnosti běžný a pily jej všechny společenské vrstvy.

## Po objevení Ameriky
Až do 16. století byl kakaovník pro Evropany zcela neznámý.
Kryštof Kolumbus se s kakaovými boby poprvé setkal na své čtvrté výpravě do Ameriky, 15. srpna 1502, když se spolu se svou posádkou zmocnil kánoe, která kromě dalšího obchodovatelného zboží obsahovala také kakaové boby. Jeho syn Ferdinand zmínil, že místní obyvatelé si bobů velice cenili, a nazýval je mandlemi, „protože když je spolu s dalším zbožím přinesli na palubu lodi, všiml jsem se, že kdykoliv nějaká mandle upadla, všichni se zastavili, aby ji zvedli, jako by jim upadlo oko.“ Ale přestože s sebou Kolumbus přivezl kakaové boby do Španělska, nemělo to žádný vliv, dokud španělští mniši nepředstavili čokoládu u španělského dvora.
Španělský dobyvatel Hernán Cortés je možná prvním Evropanem, který se setkal s čokoládou. Bylo to u dvora císaře Moctezumy v roce 1519. Bernal Díaz, který Cortése při dobývání Mexika doprovázel, v roce 1568 popsal událost, jíž byl svědkem:
Čas od času Moctezumovi servírovali v šálcích z čirého zlata určitý nápoj vyrobený z kakaových bobů. Říkalo se, že dává mužům moc nad ženami, ale to jsem nikdy neviděl. Viděl jsem, že mu přinesli více než padesát velkých džbánů kakaa s pěnou, on část vypil, ženy ho obsluhovaly s obrovskou vážností.
José de Acosta, španělský jezuitský misionář, který žil koncem 16. století v Peru a pak v Mexiku, popisoval používání kakaa obecněji:
Těm, kdož na něj nebyli zvyklí, zdál se tento nápoj odporný, na povrchu měl jakýsi kal nebo pěnu velmi nepříjemné chuti. Ale přesto byl tento nápoj mezi indiány velmi ceněn, hostili jím význačné osobnosti, které zemí cestovaly. Španělé, muži i ženy, kteří už se v zemi zabydleli, jsou této čokoládě nenasytní. Říkají, že se vyrábí mnoho různých druhů, některé jsou horké, jiné studené, ostatní vlažné, a přimíchávají do nich velké množství toho „chilli“; přesně tak, vyrábějí z něj pastu, která je údajně výborná na žaludek a proti kataru.“
Když si v roce 1615 vzala španělská infantka Anna Rakouská Ludvíka XIII., rychle se objevilo zalíbení v horké čokoládě na francouzském dvoře.
Zvýšené nadšení pro čokoládu se projevilo např. tím, že Marie Tereza darovala Ludvíku XIV. čokoládu jak zásnubní dar.
Posedlost čokoládou, která nyní byla dostupná i jako cukrovinka, se z Paříže rozšířila po celé Francii. Na francouzských dvorech vzkvétala pověst čokolády jako afrodisiaka.
V 18. století se v Anglii začíná čokoláda míchat s mlékem místo vody.
1780: 1. stroj na výrobu čokolády v Barceloně.
1825: Vynález odtučňování kakaa Van Houtenem z Holandska.
1828: Van Houten registroval patent na první formu na čokoládový prášek.
1904: Poulain začal vyrábět slavnou oranžovou krabičku na čokoládu.
1914: Ve Francii se začala vyrábět čokoláda s banánovou moučkou Banania, která zahřívala francouzské vojenské jednotky v zákopech za první světové války.
1961: Francie po Spojených státech začala vyrábět Nestlé's Nesquick prášek s příchutí skořice, který je dnes světově nejprodávanější čokoládou k pití (Granko).
Konec 20. století: jako módní hit se vrátila horká čokoláda, připravuje se z roztavené čokoládové polevy.

## Vývoj tabulek čokolád
Historie čokoládových tabulek začala mnohem později než čokoládových nápojů.
1674: Londýnský obchod Káva Mill a Tobasco Roll nabídl poprvé původní španělskou čokoládu, která se dala kousat.
1830: Vývoj technologie hnětení vynalezený v Lausanne ve Švýcarsku. Charles-Amédéem Kohlerem poprvé mísil čokoládu s lískovými ořechy.
1847: Hnětení čokolády poprvé v Anglii dalo zrodit hořké čokoládě.
1875: Díky vynálezu kondenzovaného mléka Henrim Nestlé, Švýcar Daniel Peter objevil recept pro mléčnou čokoládu.
1879: Švýcar Rudolf Lindt objevil čokoládovou polevu a recept na tmavou čokoládu.
Konec 19. století: Menier prodával miliony malých tmavých čokoládových tyčinek vložených do kusu pečiva.
1984: Francouzský výrobce čokolády Raymond Bonnat z Voiron (Isere) vytvořil první čokoládovou kolekci značky.
Konec 20. století: trend směřující k původní a autentické chuti, čímž se dá vysvětlit objevení se kakaa jako vinné révy pro výrobu vína.[ujasnit]